# 小行星7462
小行星7462（英語：7462 Grenoble）是一颗围绕太阳公转的小行星。1984年11月20日，愛德華·鮑威爾在可可尼诺县发现了此天体。
这颗小行星的绝对星等为122.3350119575184等。